# Kula (Bulgarien)

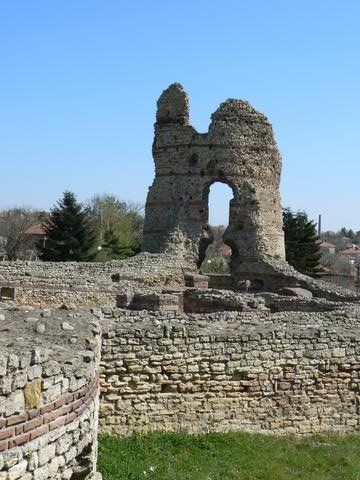
Die Ruinen der alten römischen Festung Castra Martis in Kula

Kula (bulgarisch Кула, zu dt. „Turm“) ist eine Stadt im Nordwesten Bulgariens. Der Ort liegt im Bezirk Widin. Kula ist die drittgrößte Stadt des Bezirks nach Widin und Belogradtschik.

## Lage
Die Stadt Kula befindet sich im äußersten Nordwesten Bulgariens, rund 32 km von Widin und rund 13 km vom bulgarisch-serbischen Grenzübergang GKPP Wraschka Tschuka entfernt.

## Geschichte

### Antike und Mittelalter
Im ersten nachchristlichen Jahrhundert eroberte das Römische Reich die Gebiete zwischen dem Balkangebirge und der Donau, die anschließend in der Provinz Moesia eingegliedert wurden. Entlang der Donau errichtete man eine befestigte Grenze, den Donaulimes und die Via Istrum, welche dem Limes folgte. In diesem Zusammenhang entstanden Kastelle und Festungen, eine davon war Castra Martis. Die Stadt sicherte eine Abzweigung der Via Istrum zur Via Militaris in Naissus über den Pass Wraschka Tschuka im westlichen Hemusgebirge (antiker Name des Balkangebirges). Die Festung ist nach dem Gott des Krieges Mars benannt.
Mit der Eroberung Dakiens durch den römischen Kaiser Trajan verschob sich die Grenze nach Norden. Ende des 3., Anfang des 4. Jahrhunderts, nach der Aufgabe Dakiens unter Kaiser Aurelian wurde der untere Donaulimes (Mösischer Limes) wieder aufgebaut und verstärkt, darunter Castra Martis.
Castra Martis war ein bedeutender Bischofssitz, dessen Bischof Calvus 342 an der Synode von Serdica teilnahm. 378 hielt sich nach der Schlacht bei Argentovaria der weströmische Kaiser Gratian hier auf. Er war auf dem Weg nach Adrianopel um dem oströmischen Kaiser Valens Waffenhilfe gegen den Goten zu leisten (→Schlacht von Adrianopel). 408 oder 409 wurde sie von den Hunnen unter Uldin eingenommen, die anschließend Thrakien plünderten.
Im 4. Jahrhundert wurde Castra Martis auch von den Plünderungszügen der Goten in Mitleidenschaft gezogen. Laut Prokopios von Caesarea war Castra Martis eine der Festungen die der oströmische Kaiser Justinian I. (527–565) gegen die Invasion slawischer Stämme erbauen ließ. Die wieder erbaute Festung wurde jedoch noch im 6. Jahrhundert von Slawen und Awaren eingenommen. Während der Awarische Invasion von 586/587 wurde das antike Castra Martis endgültig zerstört. 
In den folgenden Jahrhunderten verlagerte sich das Zentrum der Region ins nahe gelegene Widin. Erst im 13. und 14. Jahrhundert, während des Zweiten Bulgarenreiches und des Königreichs Widin, wurde die Festung aufgebaut und befestigt. Dabei war sie einer der Eckpfeiler der Verteidigung Widins. 1396 wurde die Festung von den osmanischen Türken eingenommen und endgültig zerstört.
Die antike Festung wurde von dem österreichischen Forscher Felix Philipp Kanitz lokalisiert. In der Stadt befindet sich ein Heimatmuseum mit Fundstücken aus der Festung sowie ein Miniaturmodell von Castra Martis.
Der heutige Name der Stadt leitet sich von dem noch heute erhaltenen Turm (bulg. Kula) der Festung ab. Über ihren antiken Namen ist die Stadt seit 2005 Namensgeber für den Castra Martis Hill, einen Hügel auf der Livingston-Insel in der Antarktis.

### Osmanische Herrschaft
Mit der osmanischen Herrschaft war Kula im Sandschak Widin (Verwaltungseinheiten im Osmanischen Reich) eingegliedert. Im 18. Jahrhundert gehörte es zum Herrschaftsgebiet des abtrünnigen Janitscharen Osman Pazvantoğlu. Der wirtschaftliche Aufschwung des nahegelegenen Widin durch Zunahme der Donauschifffahrt, kam auch Kula zugute. Als jedoch 1866 das benachbarte Lom über eine Landstraße mit der Hauptstadt Sofia verbunden wurde, geriet Widin ins Hintertreffen und sein Hinterland verfiel wirtschaftlich zusehends.
Aus dem Jahre 1846 ist die Revolte von Pujo Wojwoda gegen die osmanische Herrschaft überliefert. 1850 probte die Bevölkerung der Okolija (Gemeinde) Widin, Kula, Lom und Belogradtschik den Aufstand (Widin-Aufstand), der jedoch blutig niedergeschlagen wurde.
Nach dem Krimkrieg (1853–1856) wurden im Kula 600 Familien Tscherkessen angesiedelt. Die Regierungszeit von Midhat Pascha über das Vilâyet Tuna (Großprovinz) leitete mehrere Reformen ein. So wurde die Straße nach Widin erneuert und 1859 die erste bulgarische Schule in Kula, finanziert durch die bulgarische Gemeinde, eröffnet. Zwischen 1863 und 1864 wurde die Kirche Petar und Paulos erbaut. Die Bevölkerung Kulas nahm am blutigen Aprilaufstand von 1876 teil. Die gefallenen Freiheitskämpfer wurden im nah gelegenen Kloster Rakowski beigesetzt. 
Mit der Befreiung Bulgariens nach dem Russisch-Osmanischen Krieg von 1877/78 wurde eine russische Kompanie in Kula stationiert.

## Industrie
Die wichtigsten Industriezweige sind Gummi- und Plastikproduktion.

## Mit der Stadt verbundene Personen
- Dimitar Popow (1927–2015), bulgarischer Rechtswissenschaftler, Politiker und Ministerpräsident